# Asim Šehić
Asim Šehić (nacido el 16 de junio de 1981) es un futbolista bosnio, actualmente jugando en Arabia Saudita en el Al-Faisaly. También jugó un partido en la selección de fútbol de Bosnia y Herzegovina en 2004.

## Clubes
| Club                        | País           | Año           |
| --------------------------- | -------------- | ------------- |
| NK Istra 1961               | Croacia        | 2000-2006     |
| Neuchâtel Xamax FC          | Suiza          | 2006-2007     |
| NK Slaven Belupo Koprivnica | Croacia        | 2007-2008     |
| NK Istra 1961               | Croacia        | 2008-2011     |
| Al-Faisaly                  | Arabia Saudita | 2011-presente |